# François Dufrêne
Cet article possède un paronyme, voir François Duris-Dufresne.
Pour les articles homonymes, voir Dufresne.
 (janvier 2023).
Si vous disposez d'ouvrages ou d'articles de référence ou si vous connaissez des sites web de qualité traitant du thème abordé ici, merci de compléter l'article en donnant les références utiles à sa vérifiabilité et en les liant à la section « Notes et références ».
François Dufrêne, né le 21 septembre 1930 à Paris où il est également mort le 12 décembre 1982, est un plasticien et poète lettriste français. Principalement connu comme affichiste, précurseur dans l'utilisation de « dessous » d'affiches lacérées, il est considéré comme l'un des artistes importants du nouveau réalisme.

## Biographie
D'abord poète, François Dufrêne adhère au mouvement lettriste en 1946 et continue d'y participer jusqu'en 1964. Entre-temps, il crée un mode de poésie phonétique, qui brise les structures du langage : l'ultralettrisme.
Les Crirythmes ultra-lettristes explorent les possibilités vocales d'une musique concrète, forme d'expression fondée sur la spontanéité et sans partition d'aucune sorte, directement enregistrée au magnétophone. Le Tombeau de Pierre Larousse ou TPL (1958) et ses Suites (Hurly burly-ric Rock, Récitativo all'italiana...) mettent en œuvre un détournement des mots du dictionnaire à des fins purement phonétiques. Les Comptines et les Chansons ainsi que les Inutiles Notules pour l'Optique Moderne de Daniel Spoerri (1963) exploitent les interférences du son, du sens et du non-sens.
François Dufrêne se lie d'amitié avec Yves Klein en 1950, puis avec Raymond Hains et Jacques Villeglé en 1954. Il aborde alors, parallèlement à son travail poétique, une carrière de plasticien.
Il découvre en 1957 les « dessous » des affiches lacérées par les passants anonymes, constitués par les empreintes que les couches de papier laissent les unes sur les autres. Il les gratte, soit pour isoler à l'envers un mot ou une lettre, soit pour exalter la matérialité du papier et les expose dès 1959, notamment à la Première Biennale de Paris. En 1960, il est invité à créer une « Salle d'Art dit Expérimental » au Salon Comparaisons.
En 1960, il contribue, avec Pierre Restany, Yves Klein, Jean Tinguely, Arman, Hains et Villeglé à la fondation du groupe des nouveaux réalistes ; suivi par Gerard Deschamps, Niki de Saint Phalle et en 1963 par Christo et participe dès lors à toutes ses manifestations importantes.
Il participe temporairement, dans les années 1970, avec Gil Joseph Wolman, au collectif d’artistes « Jacob ou la persuasion ».
À partir de 1973, il utilise, dans le même esprit que ses dessous d'affiches, des stencils administratifs et « dessous » de stencils. À partir de 1976, il crée des « bibliothèques » en ouate de cellulose marouflée sur toile.
Ses antécédents lettristes et son goût du calembour se manifestent dans les dessins qu'il expose à partir de 1977.
En 1977, le poème Cantate des Mots Camés se produit de lui-même à partir d'une syllabe-mère à travers des contraintes très serrées, chaque syllabe devant trouver son homophonie à une distance maximale de cinq vers. Il traduit ensuite visuellement les structures sonores du poème en 30 planches de 100 × 65 cm.
Son film ciselant sans écran ni pellicule Tambours du jugement premier (1952) a été présenté en marge du Festival de Cannes la même année, puis en 1973 à l'Atelier de Création (France Culture), en 1981 dans le cadre de l'exposition « Paris-Paris » au Centre Georges-Pompidou et en 1982 dans « Trente Ans de Cinéma Expérimental en France », toujours au Centre Georges-Pompidou.

## Œuvres
- Dessous d'affiches, 1960, affiches déchirées et collées sur bois, 88 126cm, Musée d'art de Toulon.
- Encore, 1965, Décollage, dessous d'affiches lacérées marouflé sur toile, 130 × 195 cm, Frac Bretagne[1]
- Les Félons de la rue Git-le-cœur, 1972, Dessous d'affiches marouflé sur toile, 114 × 146 cm, Frac Bretagne[2]
- La bibliothèque à Géo, 1975, Ouate de cellulose sur fond de carte géographique marouflée sur toile, 116 × 89 cm, Frac Bretagne[3]

## Publications
- (de) TPL (avec Alain Jouffroy, Wolf Vostell), Wuppertal, Verlag Der Kalender, 1961[4].
- (de) Plakatabrisse aus der Sammlung Cremer (avec Hains, Rotella, Villegle, Vostell), Stuttgart, Staatsgalerie, 1971.